# Odeni George
Odeni Igor George Jamabo (Port Harcourt, 18 maggio 1995) è un calciatore nigeriano, centrocampista dell'Al-Qasim.

## Caratteristiche tecniche
È un mediano.

## Carriera
Cresciuto nelle giovanili dell'Eupen, ha esordito il 3 agosto 2013 in occasione del match vinto 3-0 contro il Francs Borains.

## Statistiche

### Presenze e reti nei club
Statistiche aggiornate al 7 aprile 2018.
| Stagione        | Squadra         | Campionato      | Campionato | Campionato | Coppe nazionali | Coppe nazionali | Coppe nazionali | Coppe continentali | Coppe continentali | Coppe continentali | Altre coppe | Altre coppe | Altre coppe | Totale | Totale | Totale |
| Stagione        | Squadra         | Comp            | Pres       | Reti       | Comp            | Pres            | Reti            | Comp               | Pres               | Reti               | Comp        | Pres        | Reti        | Pres   | Reti   |        |
| --------------- | --------------- | --------------- | ---------- | ---------- | --------------- | --------------- | --------------- | ------------------ | ------------------ | ------------------ | ----------- | ----------- | ----------- | ------ | ------ | ------ |
| 2013-2014       | Eupen           | D2              | 5+3        | 0          | CB              | 2               | 0               |                    | -                  | -                  |             | -           | -           | 10     | 0      |        |
| 2014-2015       | Eupen           | D2              | 16+6       | 0          | CB              | 0               | 0               |                    | -                  | -                  |             | -           | -           | 22     | 0      |        |
| 2015-2016       | Eupen           | D2              | 17         | 0          | CB              | 1               | 0               |                    | -                  | -                  |             | -           | -           | 18     | 0      |        |
| 2016-2017       | Eupen           | D1              | 13+9       | 0          | CB              | 1               | 0               |                    | -                  | -                  |             | -           | -           | 23     | 0      |        |
| 2017-2018       | Eupen           | D1              | 4          | 0          | CB              | 1               | 0               |                    | -                  | -                  |             | -           | -           | 5      | 0      |        |
| Totale carriera | Totale carriera | Totale carriera | 73         | 0          |                 | 5               | 0               |                    | -                  | -                  |             | -           | -           | 78     | 0      |        |